# Fitna (film)
Fitna (the movie) er en dokumentarfilm , der udtrykker den hollandske politiker/parlamentariker Geert Wilders' syn på islam. Wilders er leder af det hollandske frihedsparti (Partij voor de Vrijheid eller PvV). Filmen varer 16 minutter og blev udgivet på Internettet den 27. marts 2008.
Filmen begyndte oprindelig med at vise den danske bladtegner Kurt Westergaards berømte gengivelse af en arabisk udseende person (udlagt af nogle som en karikatur af den muslimske profet Muhammed) med en bombe i turbanen.
I filmen vises bomben med tændt lunte, der efterfølgende brænder ud i slutningen af filmen til lyden af et tordenskrald.
Senere er Kurt Westergaards tegning blevet redigeret ud af filmen og erstattet af en anden muhammedtegning på forlangende af Kurt Westergaard, efter at bl.a. den europæiske organisation Stop Islamisation Of Europe (SIOE), Stop Islamiseringen af Danmark (SIAD) og Anders Gravers Pedersen fik fogedforbud mod at anvende tegningen offentligt (på dansk grund).
Filmen består i hovedsagen af sammenklippede sekvenser af tv-billeder, fotografier og avisudklip (tidligere bragt i dagspressen og på internettet), der har til hensigt at dokumentere konsekvenserne af den islamistiske terror mod hovedsagelig vestlige mål.
Således vises der klip fra bl.a. skydning og halshugning af gidsler, vold og dødsstraf mod kvinder og homoseksuelle, terrorbombning af civile mål (i bl.a. New York, London og Madrid), flagbrænding, hadsk raseri og massedemonstrationer vendt mod Israel, USA og Vesten som helhed.
Ideen med filmen er angiveligt at åbne den europæiske befolknings øjne (eller den vestlige verden som helhed) for den islamisering af Europa, som Geert Wilders mener der foregår, og vise, at der kan drages paralleller mellem den terror, som nu begås af islamismens tilhængere, med tilsvarende overgreb mod folkeretten, forvoldt med baggrund i bl.a. nazismen og kommunismen.
Filmens forskellige sekvenser, kapitler om man vil, afstemmes med udvalgte citater fra Koranen. Citaterne er dog meget omdiskuterede, da de er taget ud af deres originale sammenhæng og i visse tilfælde forkert oversat.
Forud for filmens frigivelse var der stærke kræfter blandt både politikere og NGO'er, der forsøgte at forhindre, at den overhovedet blev vist (af frygt for uroligheder og yderligere terror). Det lykkedes da heller ikke Geert Wilders at få nogen tv-station til at sende filmen i sin helhed, hvorfor den til sidst blev frigivet på Internettet via streaming-tjenesten LiveLeak. Interessen herfor var så stor, at den allerede efter nogle få timer online rundede 1 million visninger.
Efterfølgende modtog flere medarbejdere fra LiveLeak dødstrusler med det resultat, at man så sig nødsaget til at fjerne filmen igen efter nogle få dage. Efter en del mediebevågenhed og diplomatisk aktivitet desangående blev filmen atter frigivet og kan fortsat ses.

## Ekstern henvisning
- Fitna på Internet Movie Database (engelsk)
- Fitnas profil hos Encyclopædia Britannica Online (engelsk)
- Fitna på The Movie Database (engelsk)
- Fitna på Filmaffinity (engelsk)
- Fitna the Movie: Geert Wilders' film about the Quran (English) Arkiveret 28. marts 2008 hos  Wayback Machine

| Film | Spire Denne filmartikel er en spire som bør udbygges. Du er velkommen til at hjælpe Wikipedia ved at udvide den. |